# أغسطس بيرل مارتن
أغسطس بيرل مارتن (بالإنجليزية: Augustus Pearl Martin) هو سياسي أمريكي، ولد في 23 نوفمبر 1835 في الولايات المتحدة، وتوفي في 13 مارس 1902 في الولايات المتحدة. حزبياً، نشط في الحزب الجمهوري. وقد انتخب عمدة بوسطن ‏.